# Bussy (Saône-et-Loire)
 (mars 2013).
Si vous disposez d'ouvrages ou d'articles de référence ou si vous connaissez des sites web de qualité traitant du thème abordé ici, merci de compléter l'article en donnant les références utiles à sa vérifiabilité et en les liant à la section « Notes et références ».
Pour les articles homonymes, voir Bussy.
Bussy est un village français faisant partie de la commune d'Anost, dans le département de Saône-et-Loire et la région Bourgogne-Franche-Comté.